# الوطاية
الوطاية بلدة وبلدية تابعة لدائرة الوطاية في ولاية بسكرة.